# An Affair to Remember (Gilmore Girls)
An affair to remember es el 71er episodio de la serie de televisión norteamericana Gilmore Girls.

## Resumen del episodio
Cuando Jason y Richard firman los papeles para constituir la sociedad entre ambos, Emily le propone a su marido para preparar una pequeña reunión en la casa, y al enterarse de que Lorelai y Sookie trabajan juntas en una pequeña compañía de servicio de comida, se molesta con su hija por no habérselo comentado. Aun así, Emily las contrata y Lorelai le pide que las trate a ambas como si fuesen desconocidas, y su madre le toma la palabra. Mientras tanto, Kirk va a tener una cita con Lulu, la exnovia de su hermano y Lorelai lo ayuda a vestirse adecuadamente. Luego Kirk en Luke's ensaya sobre lo que conversará con la chica; sin embargo a la hora de la cena (también en Luke's), no le hace falta recordarlo todo, pues a Lulu le cae muy bien Kirk, y él más bien se encuentra asustado. Por su parte, Rory encuentra dificultades para encontrar un sitio decente para estudiar: en su dormitorio las compañeras hacen mucho ruido, su casa está llena de los bocaditos de Sookie para la reunión de Richard; así que no le queda más que estudiar bajo un árbol en Yale. Finalmente, Jason comunica que la inauguración de su empresa se hará con un evento en Atlantic City y deben cancelar la reunión de Emily; a Lorelai no le hace mucha gracia y le exige a Jason que se disculpe con su madre y no hagan el viaje; pero Jason la invita a salir y ella acepta siendo sobornada.
El nombre de este capítulo es una referencia a una película de 1957, llamada igual: An Affair to Remember.

## Curiosidades
- En el episodio anterior, The fundamental things apply, Luke afirmó que no sabía de películas, aunque esta vez sí sabía algo sobre "Pretty in Pink".
- Cuando Rory entra en la habitación, agobiada porque tiene que estudiar, lo primero que saca de su maleta es su teléfono móvil. Sin embargo, justo después, cuando se lo da a Paris para que hable con Jamie fuera y no la moleste, el teléfono ya no está sobre la mesa, sino que vuelve a sacarlo de la maleta.

- Datos: Q5673598